# مالكوم بيكر
مالكوم بيكر (بالإنجليزية: Malcolm Perkins Baker)‏ هو مجدف واقتصادي أمريكي، ولد في 27 سبتمبر 1969 في براغ في جمهورية التشيك.

## وصلات خارجية
- مالكوم بيكر على موقع الاتحاد الدولي للتجديف (الإنجليزية)
- مالكوم بيكر على موقع اللجنة الأولمبية الدولية (الإنجليزية)
- مالكوم بيكر على موقع أوليمبيديا (الإنجليزية)